# Mount Gleaton
Mount Gleaton är ett berg i Antarktis. Det ligger i Östantarktis. Nya Zeeland gör anspråk på området. Toppen på Mount Gleaton är 2 130 meter över havet, eller 727 meter över den omgivande terrängen. Bredden vid basen är 4,8 km.
Terrängen runt Mount Gleaton är kuperad västerut, men österut är den bergig. Trakten är obefolkad. Det finns inga samhällen i närheten.